# Suak Tring
Suak Tring is een bestuurslaag in het regentschap Aceh Barat van de provincie Atjeh, Indonesië. Suak Tring telt 202 inwoners (volkstelling 2010).